# رافاييل إريك
رافاييل إريك (بالفنلندية: Rafael Erich)‏ هو كاتب غير روائي وقاضي ودبلوماسي وسياسي فنلندي، ولد في 10 يونيو 1879 في توركو في فنلندا، وتوفي في 19 فبراير 1946 في هلسنكي في فنلندا. حزبياً، نشط في حزب الائتلاف الوطني الفنلندي. وقد انتخب سفير وانتخب عضو برلمان فنلندا ‏ وانتخب رئيس وزراء فنلندا.